# 維厄爾斯島
55°28′N 10°28′E / 55.467°N 10.467°E
維厄爾斯島（丹麥語：Vigelsø），是丹麥的島嶼，位於該國第三大島嶼菲英島北部歐登塞灣，面積1.32平方公里，是水禽的重要棲息地，該島嶼無人居住。